# Paraganglio
I paragangli sono piccoli agglomerati di cellule neuroendocrine diffusi in tutto il corpo dalla base del cranio fino al coccige. Alcuni connessi al sistema nervoso simpatico e altri a quello parasimpatico. La più grande raccolta di queste cellule si trova nella midollare del surrene e nell'organo di Zuckerkandl a livello dell'arteria mesenterica inferiore.
Si dividono in due tipologie principali: 
- Paragangli collegati ai grandi vasi della testa e del collo, la cosiddetta catena aortopolmonare, che comprende corpi carotidei, corpi aortici, gangli giugulotimpanici, ganglio nodoso del nervo vago e agglomerati organizzati attorno alla cavità orale, naso, rinofaringe, laringe e orbita. Essi sono innervati dal sistema nervoso parasimpatico. Sembra svolgano un ruolo importante nel monitorare lo stato di ossigenazione e di anidride carbonica nella circolazione sanguigna e sono quindi in grado di modificare il calibro vascolare in seguito a determinati segnali.
- Paragangli paravertebrali, localizzati nella regione addominale ed ai lati della catena vertebrale. I gruppi più grandi costituiscono la regione midollare delle ghiandole surrenali. Hanno connessioni con il sistema nervoso simpatico e sono cromaffini. Producono quindi catecolamine (adrenalina, noradrenalina e dopamina). Svolgono probabilmente la funzione di effettori del sistema nervoso simpatico.

## Patologia
Il tumore che si forma dai paragangli prende il nome di paraganglioma.